# Wybory prezydenckie w Finlandii w 2000 roku
Wybory prezydenckie w Finlandii w 2000 roku odbyły się w dwóch turach 16 stycznia 2000 i 6 lutego 2000. Zakończyły się zwycięstwem kandydatki socjaldemokratów Tarji Halonen.

## Wyniki
| Kandydat          | Ugrupowanie                          | I tura       | I tura | II tura      | II tura |
| Kandydat          | Ugrupowanie                          | Głosy (tys.) | %      | Głosy (tys.) | %       |
| ----------------- | ------------------------------------ | ------------ | ------ | ------------ | ------- |
| Tarja Halonen     | Socjaldemokratyczna Partia Finlandii | 1224         | 40,0   | 1645         | 51,6    |
| Esko Aho          | Partia Centrum                       | 1051         | 34,4   | 1541         | 48,4    |
| Riitta Uosukainen | Partia Koalicji Narodowej            | 392          | 12,8   |              |         |
| Elisabeth Rehn    | Szwedzka Partia Ludowa               | 242          | 7,9    |              |         |
| Heidi Hautala     | Liga Zielonych                       | 101          | 3,3    |              |         |
| Ilkka Hakalehto   | Perussuomalaiset                     | 31           | 1,0    |              |         |
| Risto Kuisma      | Remonttiryhmä                        | 17           | 0,6    |              |         |
| Razem             | Razem                                | 3068         | 100    | 3202         | 100     |